# Nice Challenger 1999
Il Nice Challenger 1999 è stato un torneo di tennis facente parte della categoria ATP Challenger Series nell'ambito dell'ATP Challenger Series 1999. Il torneo si è giocato a Nizza in Francia dal 12 al 18 aprile 1999 su campi in terra rossa.

## Vincitori

### Singolare
Gastón Gaudio ha battuto in finale  Jacobo Díaz con il punteggio di 6–2, 6–3

### Doppio
Martín García /  Sebastián Prieto hanno battuto in finale  Tomáš Cibulec /  Leoš Friedl con il punteggio di 7–6, 6–4